# بكتيريا مختزلة للكبريت
البكتيريا المختزلة للكبريت هي بكتيريا ذاتية التغذية تعمل على تحويل كبريتيد الهيدروجين H2S ومركبات كبريت أخرى مثل الثيوسلفات (S2O32-) إلى كبريت نقي أو كبريتات. ومعظم تلك البكتيريا يمكنه أكسدة الكبريت وتحوله إلى كبريتات.
تسمى «بكتيريا تختزل الكبريت» أيضا «بكتيريا الكبريت»، ولكن هذه التسمية العامة تشمل عدة أنواع من البكتيريا يختلف فيها التمثيل الغذائي.
تنقسم أنواع البكتيريا المختزلة للكبريت إلى فئتين:
1) بكتيريا مختزلة للكبريت غيرية التغذية: وهي تغطي ما تحتاجه من طاقة عن طريق أكسدة الكبريت. منها أنواع تسمى: أسيديثيوباسيلوس Acidithiobacillus (وحيدة الخلية، تعتمد على الهواء، تتغذى من أحماض)، و «بيجياتوا» وهذه متعددة الخلايا، فتيلية، تعيش على الهواء ولا تتغذى بأحماض.
وقد اكتشفت في عام 1999 نوع من البكتيريا يسمى «ثيومارجريتا ناميبيسيس» ومعناها «لوءلوءات ناميبيا الكبريتية» يصل قطرها إلى نحو ثلاثة أرباع المليمتر، ويمكن رؤيتها بالعين المجردة.
2) بكتيريا مؤكسدة الكبريت ذاتية التغذية. تلك البكتيريا تمتلك يخضور وتستغل كبريتيد الهيدروجين
(H2S) أو مركبات كبريت أخرى كمصدر للإلكترونات في عملية تمثيلها الضوئي. ينتمي إلى تلك الفئة الخضربيات (بكتيريا كبريت خضراء)، لا تحتاج إلى الأكسجين، وكما توجد بكتيريا كبريت أرجوانية وهي لا تحتاج أيضا إلى الأكسجين.
زراقم أو «سيانوباكتيريا»: ذلك النوع تحتاج الأكسجين في تمثيلها الضوئي. لهذه البكتيريا نظامين للتمثيل الضوئي، ويمكنها استغلال إلكترونات من الماءلاختزال ثاني أكسيد الكربون (مع استغلال ذرات الأكسجين المنفردة).
بعض أنواع السيانوباكتيريا استغلال كبريتيد الهيدروجين كمصدر للإلكترونات (مع تكوين كبريت صافي) ويطبقون في تلك الحالة النوع 1 لنظامها الضوئي. بذلك فهي تقوم بتمثيل ضوئي ينتج طاقة. بذلك يمكن ضمها إلى المجموعة الثاني من بكتيريا الكبريت ذاتية التغذية الضوئية. ويفسر العلماء إمكانية استغلال كبريتيد الهيدروجين كبقايا لمرجاة تطور من تمثيل ضوئي منتج للطاقة إلى تمثيل ضوئي غير منتج للطاقة.

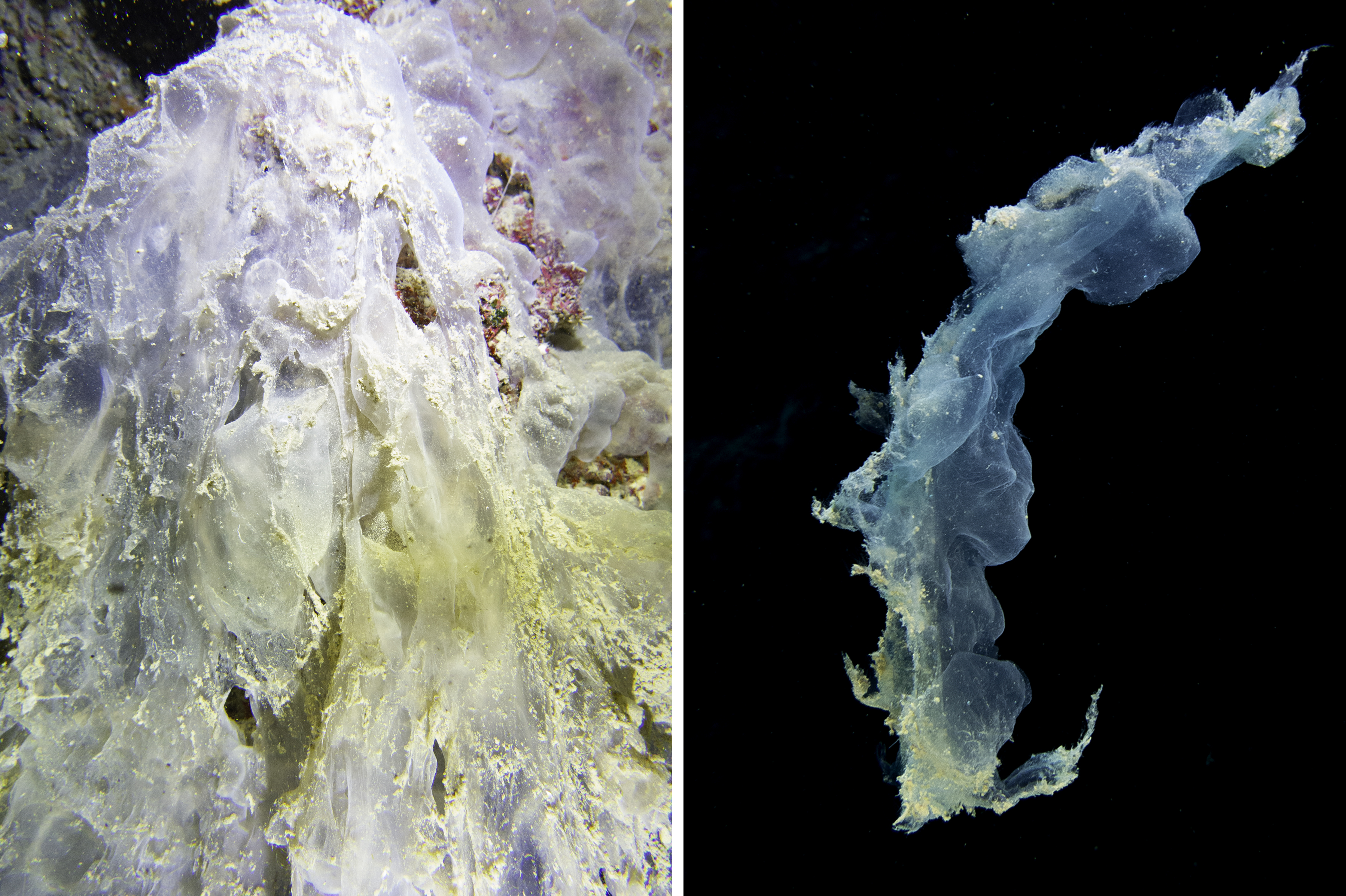
على اليسار: هياكل بيولوجية أنشأتها بكتيريا الكبريت في كهف كبريتي على عمق حوالي 30 مترًا في سانتا سيزاريا تيرمي، ليتشي، إيطاليا. على اليمين: نفس الهياكل البيولوجية المعلقة في الماء. هذه الهياكل هشة للغاية، وحتى فقاعة هواء صغيرة تنبعث من غواص يمكن أن تفرقها في الماء.

## اقرأ أيضا
- خضربيات
- كبريتيد الهيدروجين
- تمثيل كيميائي
- فوهة مائية حرارية
- بكتيريا كبريت أرجوانية
- غيري التغذية
- بكتريا مؤكسدة للحديد